# Kamnik (Albania)
Kamnik – wieś położona w południowo-wschodniej części Albanii w gminie Barmash. Wieś znajduje się 134 kilometrów od stolicy państwa, Tirany.